# Kazimierz Rabski (lekarz)

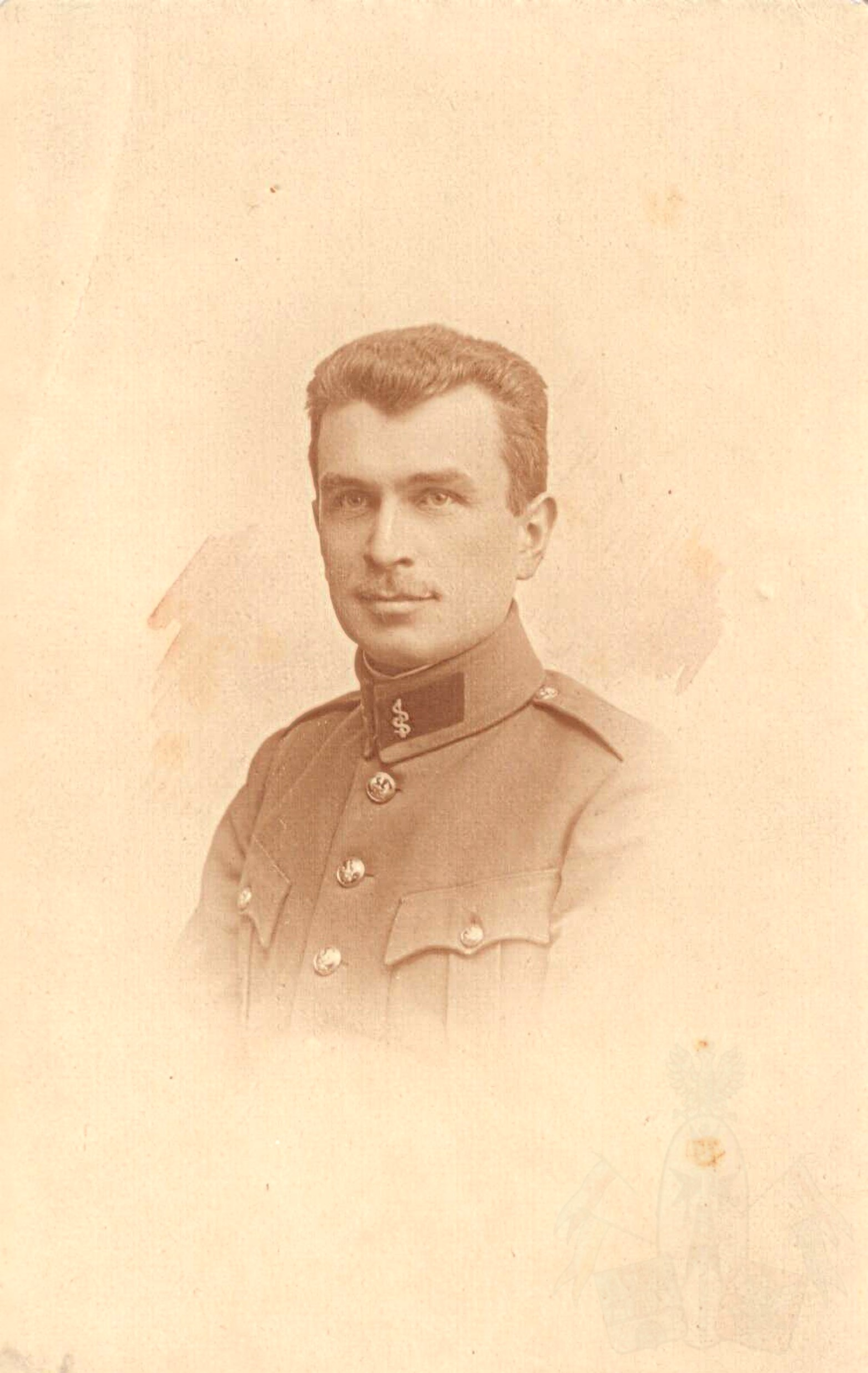
Ppor. lek. Kazimierz Rabski, Poznań 1919 r.

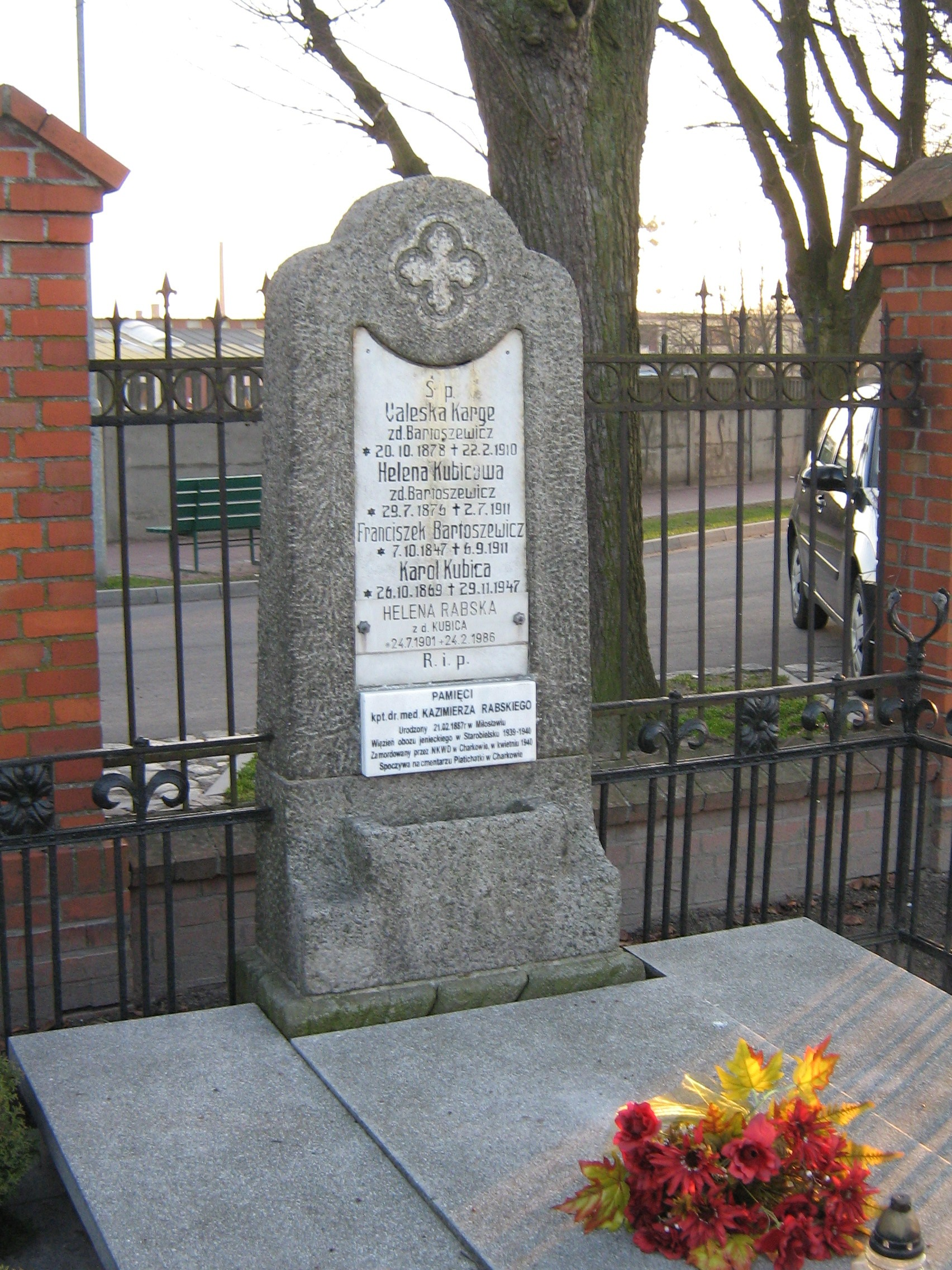
Grób rodzinny Kubiców i tablica pamiątkowa Kazimierza Rabskiego w Grodzisku Wielkopolskim

Kazimierz Rabski (ur. 21 lutego 1887 w Miłosławiu, zm. wiosną 1940 w Charkowie) – kapitan lekarz pospolitego ruszenia Wojska Polskiego, doktor wszech nauk lekarskich, uczestnik wojny polsko-bolszewickiej, ofiara zbrodni katyńskiej.

## Życiorys
Syn Władysława (1852–1921) i Heleny z Hübscherów (1859-1937). Absolwent Gimnazjum św. Marii Magdaleny w Poznaniu, ukończył studia medyczne w Lipsku i Monachium. Członek Towarzystwa Tomasza Zana.  
W czerwcu 1918 powołany do armii niemieckiej i skierowany jako lekarz wojskowy w Twierdzy Poznań. W listopadzie 1918 trafił do Grodziska Wielkopolskiego, rozpoczął pracę jako lekarz pułkowy. W czerwcu 1919 roku przydzielony został do 1. kompanii sanitarnej, która w składzie Grupy Wielkopolskiej gen. Konarzewskiego trafiła na front galicyjski. Jako lekarz internista pozostawał przy 1. kompanii sanitarnej przez cały okres walk, okresowo pełniąc funkcję lekarza garnizonowego w Wasylkowcach. We wrześniu 1919 roku został oddelegowany czasowo na stanowisko lekarza II baonu 1. pułku strzelców wielkopolskich (późn. 55 pułk piechoty) Wraz z pułkiem 8 października 1919 roku wyjechał na front litewsko-białoruski, skąd rozkazem Departamentu Sanitarnego z dniem 6 listopada 1919 roku przydzielono go do I pułku rezerwowego (późn. 155 pułk piechoty). Następnie służył w 159 pułku piechoty. 
W 1922 został przeniesiony do rezerwy. W 1934, jako oficer rezerwy pozostawał w ewidencji Powiatowej Komendy Uzupełnień Poznań Miasto. Posiadał przydział w rezerwie do Kadry Zapasowej 10 Szpitala Okręgowego w Przemyślu.
W 1933 był wiceprezesem Poznańsko-Pomorskiej Izby Lekarskiej.
23 sierpnia 1939 został zmobilizowany i skierowany do Warszawy, gdzie organizował szpital polowy. Ewakuowany na wschód, dostał się po 17 września 1939 do niewoli radzieckiej. Wiosną 1940 roku został zamordowany przez funkcjonariuszy NKWD w Charkowie i pogrzebany potajemnie w bezimiennej mogile zbiorowej w Piatichatkach, gdzie od 17 czerwca 2000 mieści się oficjalnie Cmentarz Ofiar Totalitaryzmu w Charkowie. Figuruje na Liście Starobielskiej NKWD pod poz. 2907.
5 października 2007 minister obrony narodowej Aleksander Szczygło mianował go pośmiertnie na stopień majora. Awans został ogłoszony 9 listopada 2007 roku w Warszawie, w trakcie uroczystości „Katyń Pamiętamy – Uczcijmy Pamięć Bohaterów”.

## Życie prywatne
Z pierwszego małżeństwa z Heleną Kowalewicz (zm. 1921), która zmarła przy porodzie, miał córkę Irenę (1921-1996). W 1923 w Grodzisku Wielkopolskim zawarł związek małżeński z nauczycielką Heleną Kubicą, z którą miał dwójkę dzieci, Zdzisława i Wandę. Jego bratem był polityk i powstaniec wielkopolski Zygmunt Rabski. Jego zięciem był Witold Kręglewski, a synową Teresa Rabska. Ma grób symboliczny w grobie rodzinnym na cmentarzu parafialnym w Grodzisku Wielkopolskim (1-1-2).

## Ordery i odznaczenia
- Złoty Krzyż Zasługi (5 lipca 1939)[13]

## Upamiętnienie

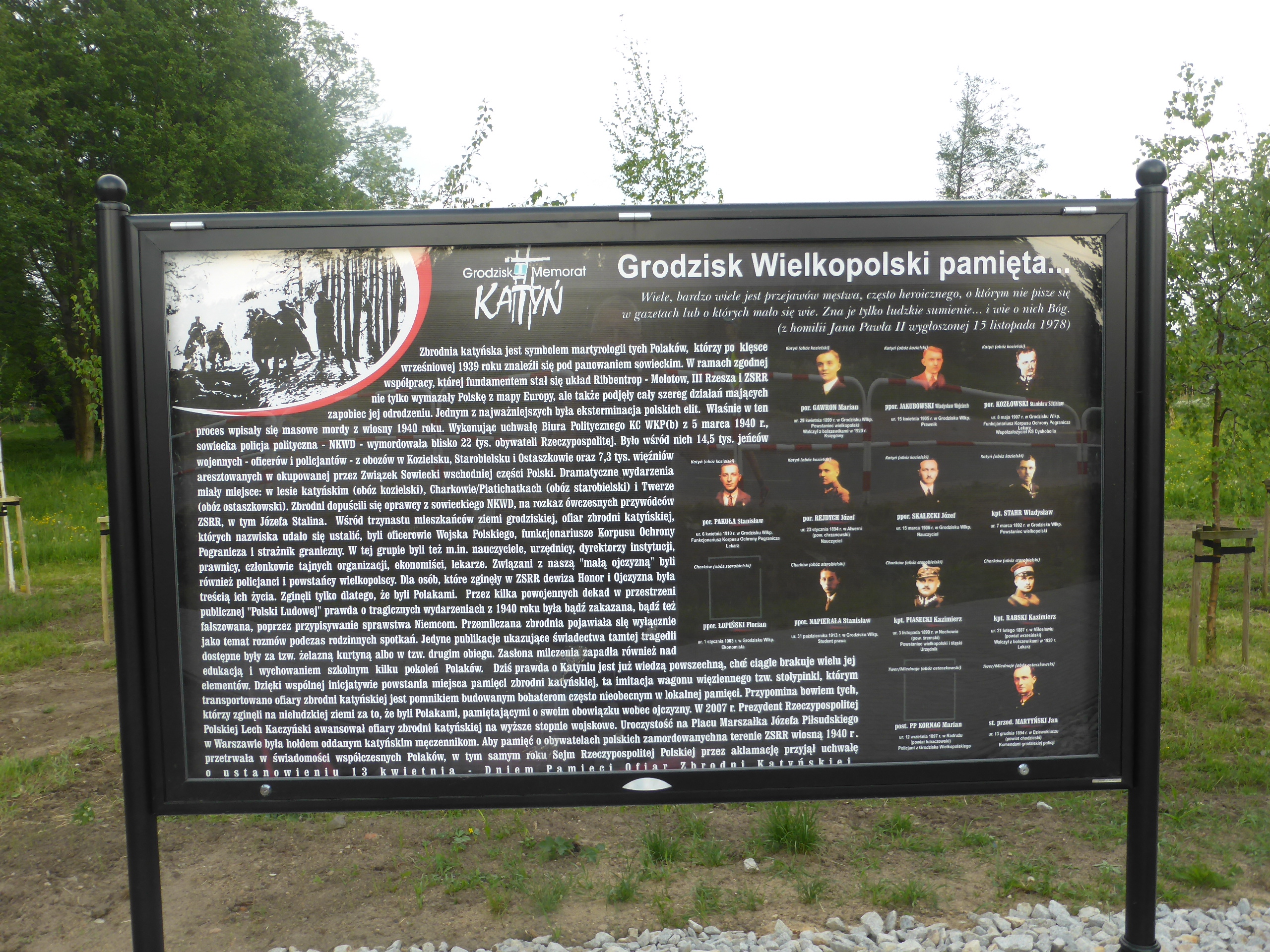
Tablica pamiątkowa ofiar zbrodni katyńskiej w Grodzisku Wlkp.

- Na cmentarzu w Grodzisku Wielkopolskim na grobowcu rodziny żony umieszczono poświęconą mu tablicę pamiątkową.
- Upamiętniony także na tablicy informacyjnej poświęconej ofiarom zbrodni katyńskiej w rodzinnym mieście. Tablica jest częścią Miejsca Pamięci Zbrodni Katyńskiej w Grodzisku Wlkp., które wybudowano w 2018 we współpracy z Instytutem Pamięci Narodowej[14].